# ラッセン火山国立公園

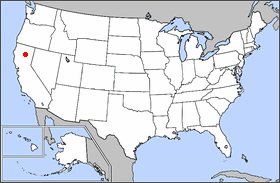
ラッセン火山国立公園の位置

ラッセン火山国立公園（ラッセンかざんこくりつこうえん、Lassen Volcanic National Park）は、カリフォルニア州北中央部にあるアメリカ合衆国の国立公園である。公園にそびえたつ地物は、ラッセン山 (Lassen Peak) である。ラッセン山は、世界最大の溶岩ドームであり、カスケード山脈で最も南にある火山である。ラッセン火山国立公園は、1907年、セオドア・ルーズベルト大統領により2つの別々の国定公園として指定されて発足した。すなわち、シンダー・コーン国定公園 (Cinder Cone National Monument) とラッセン山国定公園 (Lassen Peak National Monument) である。
ラッセン地域における火山活動の熱源は、北カリフォルニア海岸沖の北アメリカプレートの下に潜り込むゴルダ・プレート (Gorda Plate) の沈み込みである。ラッセン山周辺地域は、依然火山活動が活発で、沸騰する泥水泉、臭い噴気孔、激しく泡立つ温泉が見られる。ラッセン火山国立公園は、4種の火山すべて（溶岩ドーム、楯状火山、噴石丘、成層火山）がある、世界でも数少ない地域の一つである。
公園へはカリフォルニア州道89号線とカリフォルニア州道44号線経由で行くことができる。89号線は公園の中まで続いている。89号線は公園を南北に貫いて走っている。南はカリフォルニア州道36号線に始まり、北は44号線で終わる。89号線は、ラッセン山の麓のすぐ近くを通っている。
合計で5つ、公園への自動車の入口がある。すなわち、南北の89号線での入口、未舗装道路での南にあるドレイクスバッド (Drakesbad) とジュニパー、北東にあるビュート湖の入口である。公園へは公園に続くパシフィック・クレスト自然歩道 (Pacific Crest Trail) だけでなく、東のカリブー・ウィルダネス (Caribou Wilderness) からの歩道、南のウィロー湖 (Willow Lake) とリトル・ウィロー湖 (Little Willow Lake) からの2本の短い歩道を歩いても行くことができる。
以前は場内施設を有する大きな山荘（ラッセン・シャレー (Lassen Chalet)）が南西入口付近にあったが、2005年に取り壊された。新しいフル･サービスのビジター･センターが同じ場所に建設中で、2008年に完成予定である。ラッセンスキー場も古い山荘のあった場所の近くにあったが、1992年営業を停止した。すべての関連施設は撤去されている。
公園の面積は、429 km²（106,000 エーカー）、2006年の公園への訪問者数は388,741人である。

## 歴史
白人入植者が初めてラッセン山を見るはるか以前からネイティブアメリカンがこの地に住んでいた。ネイティブアメリカンは、ラッセン山が火と水に満ちていることを知っており、いつかばらばらに吹き飛ぶと思っていた 。
19世紀半ばの白人移住者は、ラッセン山を肥沃なサクラメントヴァレー (Sacramento Valley) への旅行の目印として利用した。これらの移住者のガイドの一人が、デンマーク人のピーター・ラッセン (Peter Lassen) という名の鍛冶屋で、1830年代にカリフォルニア州北部に住みついた。ラッセン山は、彼に因んで名付けられた。後に、公園を横切り、噴石丘と大溶岩層 (Cinder Cone and the Fantastic Lava Beds) を通るノーブルズ・エミグラント歩道 (Nobles Emigrant Trail) が設けられた。
1850年から1851年の矛盾する新聞の目撃者談によると、噴石丘と大溶岩層地域において「恐ろしい高さにまで火が噴きあがり」「燃える溶岩が山腹を流れ落ちる」と表現された。最新では1859年に、ある目撃者が空に炎が上がるのを遠くから見たと通報し、それを噴火によるものとした。早期にはその噴石丘を研究していた地質学者と火山学者は、最後の噴火は1675年から1700年の間に起きたと結論付けていた。1980年のセント・ヘレンズ山の噴火の後、米国地質調査所 (USGS) は、カスケード山脈の他の活火山帯の潜在的なリスクの再評価を始めた。噴石丘の更なる研究によれば、最後の噴火は1630年から1670年の間に起きたと見積もられている。
ラッセン地域は当初ラッセン山保安林 (Lassen Peak Forest Preserve) として保護された。その後、ラッセン山と噴石丘は、1907年5月、セオドア・ルーズベルト大統領によって国定公園 に指定された。

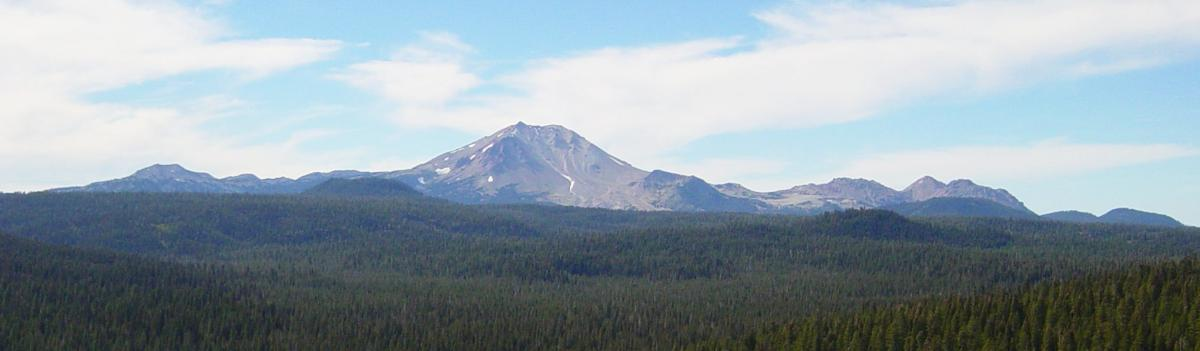
ブロークオフ山 (Brokeoff Mountain)、ラッセン山、ケイオス岩山 (Chaos Crags)。ラッセン山の1914年から1915年の火山活動によって失われた地域がこの写真でははっきり見える。

一連の大小様々な噴火がラッセンで1914年5月に始まり1921年まで続いた。これらにより新たな噴火口ができ、溶岩と大量の火山灰が噴出した。幸い、警報のおかげで死者は出なかったが、川沿いの家屋がいくつか破壊された。1917年を通して続いた噴火活動と非の打ち所のない火山の美しさのため、ラッセン山、噴石丘とその周辺地域は1916年8月9日国立公園に指定された。 
47 km （29 マイル）のメイン・パーク・ロード (Main Park Road) が、1925年からラッセン山噴火のちょうど10 年後の1931年にかけて建設された。ラッセン山の近くでは、道路は2,594 m（8,512 フィート）の高さにあり、カスケード山脈では最も高いところを通る道路となっている。ヘレン湖 (Lake Helen) の近くの道路に12 m（40 フィート）の雪が積もるのは珍しいことではない。
1974年、国立公園局は、米国地質調査所の勧告を受け入れ、マンザニータ湖 (Manzanita Lake) のビジター･センターと宿泊施設を閉鎖した。調査所は、これらの建物は地震や噴火が起きた場合にはケイオス岩山からの岩盤すべりによる被害を受ける恐れがあると述べた 。老朽化した地震観測点はまだ残っている。
1980年のセント・ヘレンズ山噴火の後、米国地質調査所は、カスケード山脈の活火山、潜在的な活火山の監視を強化した。ラッセン地域の監視には、地殻変動と火山性ガスの放出の定期的な測定及び地域の9の地震計のネットワークからメンローパーク (Menlo Park) にある米国地質調査所の事務所への継続的なデータの送信が含まれる。万一、火山活動の顕著な活発化の兆候が検知された場合には、米国地質調査所は危険を評価するため、直ちに科学者達と特別製の携帯監視装置を配置する。さらに、国立公園局は、噴火が差し迫った場合に国民を保護するために実行される緊急時の対応計画を策定している。

## 地理と気候
公園はサクラメントヴァレーの北端近くに位置する。公園の西部分は、大きな溶岩尖塔（溶岩流によって生み出された大きな山）、ギザギザの噴火口、湯気を出す硫黄の噴気孔を特色とする。氷河によってできた峡谷によって切り分けられ、湖が点在し流れの速い澄んだ川が流れている。
公園の東部分は海抜1.6 km（１マイル）超の広大な溶岩台地である。ここには小さな噴石丘（フェアーフィールド山 (Fairfield Peak) 、ハット山 (Hat Mountain) 、クレーター山 (Crater Butte)）がある。この地域にはマツとモミの森があり、小さな湖が点在するが、いくつかの川がある。ラッセン台地 (Lassen Plateau) の南端をなすワーナー・ヴァレー (Warner Valley) は温泉が特色となっている（ボイリング・スプリングス湖 (Boiling Springs Lake) 、デビルズ・キッチン (Devils Kitchen) 、ターミナル・ガイザー (Terminal Geyser)）。この木々に覆われた険しい谷には、また、春には花が咲く広い草原がある。
ラッセン山はデイサイトでできており、世界最大の溶岩ドームの一つである。また、ラッセン山は、カスケード山脈（とりわけ山脈のシャスタ・カスケード (Shasta Cascade) 地域）の最南端の活火山である。高さ 3,187 m （10,457 フィート）の火山は、テハマ山の残骸の北東の山腹にある。テハマ山はラッセン山より305 m （1,000 フィート）高く、ふもとが 18 - 24 km（11 - 15 マイル）広かった成層火山である。一連の噴火において火道を空にし、そのマグマ溜まりも一部同じように空にした後、テハマ山は更新世後期において自壊し、2マイルの広さのカルデラを形成するか、あるいは硬い岩を粘土に変える酸性の蒸気によってたやすく浸食された。
現在のカルデラの反対側にはブロークオフ山 （2,815 m （9,235 フィート））がある。この山は浸食されたテハマ山の残骸で園内第二の高峰である。コンラッド山 (Mount Conrad) 、ディラー山 (Mount Diller) 、パイロット山 (Pilot Pinnacle) もカルデラ周囲に残るテハマ山の残骸である。
サルファー・ワークス (Sulphur Works) は、ラッセン山とブロークオフ山の間にある地熱地帯で、今では失われたテハマ山の火山円錐丘の中心の近くの地域を示すものと考えられている。カルデラのその他の地熱地帯は、リトル･ホット・スプリングス・ヴァレー (Little Hot Springs Valley) 、ダイアモンド・ポイント (Diamond Point) （古い溶岩の火道）、バンパス・ヘル (Bumpass Hell) である（ラッセン火山国立公園の地熱地帯参照）。

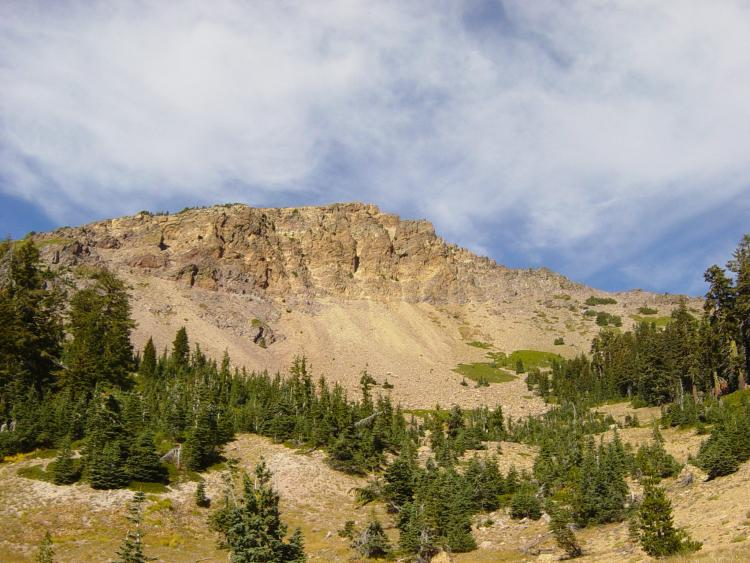
ブロークオフ山の斜面

火山に燃料を供給するマグマはカリフォルニア州北部沖の沈み込みに由来する。
噴石丘と大溶岩層は、ラッセン山の北東およそ16 km（10 マイル）にあり、最も新しくは1650年頃噴火した噴石丘とそれに付随する溶岩が流れた場所である。その噴石丘は、大溶岩層として知られる一連の玄武岩質安山岩から安山岩の溶岩流を生み出した。
公園には4つの楯状火山がある。すなわち、ハークネス山 (Mount Harkness) （公園の南西角）、レッド山 (Red Mountain) （南央の境界）、プロスペクト山 (Prospect Peak) （北西角）、レイカー山 (Raker Peak) （ラッセン山の北）である。すべての火山は海抜2,133 メートルから2,560 メートル（7,000～8,400 フィート）の高さで、いずれも噴石丘を有する。
氷期に、氷河が公園内の古い火山を変え、浸食を促した。積雪の中心、したがって氷河の氷の中心は、ラッセン山、レッド山 (Red Mountain) 、レイカー山 (Raker Peak) であった。したがって、これらの火山は、公園内の他の火山より氷河による傷痕が多く見られる。
現在ラッセン山には氷河はないが、14の永久雪原がある。
公園全体が中高地にあるため、一般的に2,286 m（7,500 フィート）以下の場所では冬は寒く、夏は暖かい。この標高を超えると、夏は涼しいが冬の寒さは厳しい。海岸山脈 (Pacific Coast Ranges) から雨蔭がないため、公園内の降水量は多いあるいは非常に多い。公園は、スリー・シスターズ (Three Sisters) 以南のカスケード山脈のどの場所よりも降水量が多い。高さ2,042 メートル（6,700 フィート）のラッセン山シャレー (Lassen Peak Chalet) の降雪は、東向きにもかかわらず、およそ10.9 メートル（430 インチ）に達する。さらに高い2,500 m （8,200 フィート）のヘレン湖周辺では、降雪はおよそ15.24 m- 17.78 m（600-700 インチ）に達し、カリフォルニア州ではおそらく最も雪深い場所となっている。その上、ヘレン湖は、最大積雪量 4.52 m（178 インチ）で、カスケード山脈の火山周辺の測候所のどこよりも平均降雪量が多い。雪だまりは年中残っている。

## 地質

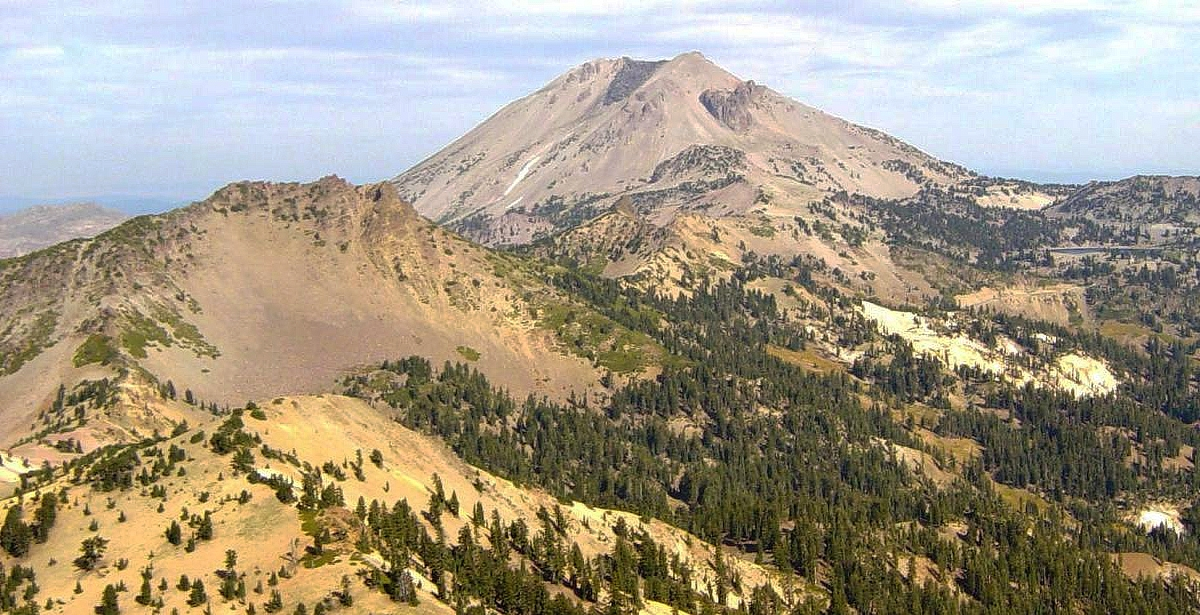
ブロークオフ山頂から望むラッセン山。1915年の溶岩の舌とバルカンズ・アイ (Vulcan's Eye) を示す。

### 岩盤の形成
新生代において、大規模な火山活動に伴うシエラネバダ山脈の隆起と西方への傾斜巨大なラハール（火山泥流）を生み出し、鮮新世において、トスカナ地層 (Tuscan Formation) となった。国立公園内でこの地層が地表に露出している場所はないが、多くの地域で地表のすぐ下にある。
また、鮮新世において、公園の南部で玄武岩質の溶岩が火口と亀裂から噴出した。これらのそしてその後の溶岩は次第に広い地域を覆い、溶岩台地を形成した。鮮新世の後期、そして更新世に入って、これらの玄武岩質の溶岩は、これに続く厚く流動性の高い安山岩質の溶岩に覆われた。この溶岩を地質学者は、ジュニパー溶岩 (Juniper lavas) 、ツイン・レイクス溶岩 (Twin Lakes lavas) と呼んでいる。ツイン･レイクス溶岩は黒い斑岩で、石英の捕獲結晶が多く見られる（噴石丘と大溶岩層参照）。  
フラットアイロン (Flatiron) と呼ばれる異なる安山岩質の溶岩流のグループがこの時期に噴出し、公園の地域の南西部を覆った。この時代まで公園は比較的特徴のない広い溶岩平原だった。その後、今は公園となっている地域の東の境界沿いに東部玄武岩質の溶岩流が噴出し、後に浸食により起伏の多い地形となった小高い丘を形成した。

### 火山の隆起

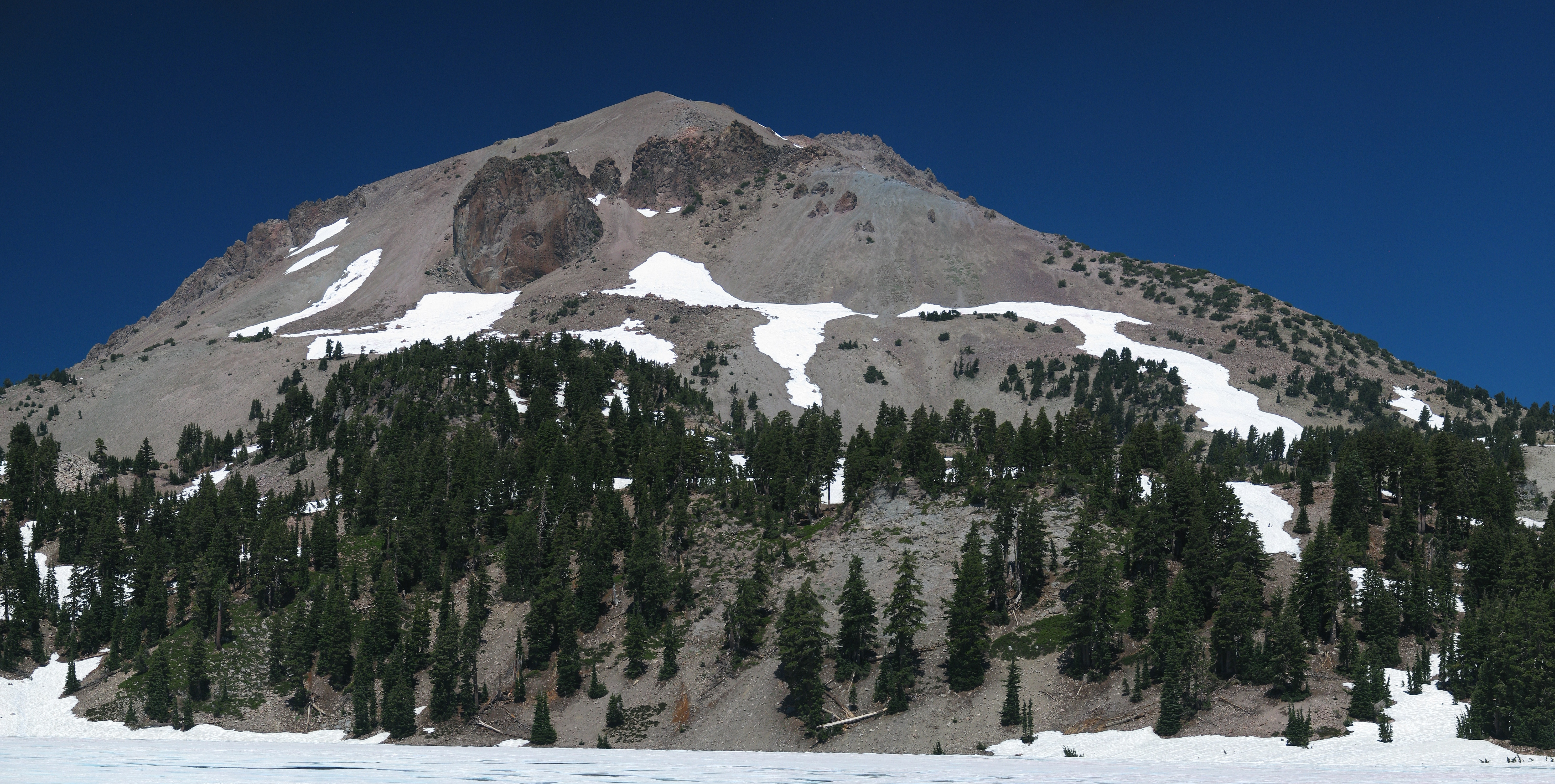
ヘレン湖から望むラッセン山

それから火砕噴火が、公園北部地域の火山円錐丘にテフラを積もらせ始めた。
テハマ山（ブロークオフ火山という名でも知られる）が、更新世において公園の南東隅に成層火山として隆起した。テハマ山は大雑把に言って、安山岩質の溶岩層とテフラ（火山灰、角礫岩、軽石）層が交互に並んでできており、標高が高いほどテフラの量が多かった。テハマ山はおそらく高さ約3,400 m（11,000 フィート）であった。
およそ350,000年前、その火山円錐丘は一連の噴火においてその火道を空にし、マグマ溜まりも一部空にした後に自壊し、3 km（2マイル）の広さを持つカルデラを形成した。ラッセン山が今ある場所でこれらの噴火の一つが起き、流動性が高く、黒いガラス質のデイサイトで構成される457 m（1,500 フィート）の厚さの層を形成した（ラッセン山の麓で円柱状の岩として地表に露出しているのが見られる）。  
現在のヴュルム氷期の氷河時代（氷期）に、氷河はテハマ山の残骸を含め公園内の古い火山を変え、浸食を促した。しかし、これらの多くの氷河の特徴、すなわち堆積物と傷跡は、テフラと雪崩によって覆われ、あるいは噴火によって失われた。  
ざっと 27,000 年前 （古いデータでは18,000 年前）, ラッセン山はテハマ山の崩壊した北東斜面を押し分けて素早く進み、デイサイトの溶岩ドームとして形成を始めた溶岩ドームが形成されるにつれ、上部を覆う岩が砕かれ、新しく生まれた火山の周囲に崖錐の毛布を作り出した。ラッセン山は隆起し、現在の高さに比較的短期間で、おそらくわずか2、3年で達した。ラッセン山も一部氷期の氷河によって浸食されたことがあり、少なくとも氷河の一つはラッセン山自体から11 km（7 マイル）も延びていた。
そのとき以来小さなデイサイトの溶岩ドームがラッセン山の周囲に形成された。これらのうち最大のものがケイオス岩山で、ラッセン山の真北にある。水蒸気爆発、デイサイトと安山岩の溶岩流、噴石丘の形成は現代まで続いている。